# Colagénio, tipo I, alfa 1
O colagénio, tipo I, alfa 1, também conhecido como colagénio alfa-1 tipo I, é uma proteína que em humanos é codificada pelo gene COL1A1. O COL1A1 codifica o principal componente do colagénio tipo I, o colagénio fibrilar encontrado na maioria dos tecidos conjuntivos, incluindo a cartilagem.

## Função
O colagénio é uma proteína que fortalece e suporta muitos tecidos do corpo, incluindo cartilagem, osso, tendão, pele e parte branca do olho (esclera). O gene COL1A1 produz um componente do colagénio tipo I, chamado de cadeia pró-alfa1 (I). Essa cadeia combina-se com outra cadeia pró-alfa1 (I) e também com uma cadeia pró-alfa2 (I) (produzida pelo gene COL1A2) para formar uma molécula de procolagénio tipo I. Essas moléculas de procolagénio tipo cadeia tripla e em forma de corda devem ser processadas por enzimas externas à célula. Depois que essas moléculas são processadas, elas se organizam em fibrilas longas e finas que se cruzam entre si nos espaços ao redor das células. As ligações cruzadas resultam na formação de fibras colágenas maduras tipo I muito fortes. A função colágena inclui rigidez e elasticidade.

## Gene
O gene COL1A1 está localizado no braço longo (q) do cromossoma 17 entre as posições 21.3 e 22.1, do par de bases 50.183.289 ao par de bases 50.201.632.

## Significado clínico
Mutações no gene COL1A1 estão associadas às seguintes condições:
- Síndrome de Ehlers-Danlos do tipo artrochalasia é causada por mutações no gene COL1A1. As mutações no gene COL1A1 que causam esse distúrbio instruem a célula a deixar de fora uma parte da cadeia pró-alfa1 (I) que contém um segmento usado para conectar uma molécula a outra. Quando esta parte da proteína está ausente, a estrutura do colagénio tipo I fica comprometida. Tecidos ricos em colagénio tipo I, como pele, ossos e tendões, são afetados por essa alteração. O tipo IV de Ehlers-Danlos é mais atribuído a anormalidades nas fibras reticulares (colagénio tipo III).

- Síndrome de Ehlers-Danlos, tipo clássico: em casos raros, uma mutação no gene COL1A1 demonstrou causar o tipo clássico da síndrome de Ehlers-Danlos. Essa mutação substitui o aminoácido cisteína pelo aminoácido arginina na posição 134 na proteína produzida pelo gene. (A mutação também pode ser escrita como Arg134Cys.) A proteína alterada interage anormalmente com outras proteínas construtoras de colagénio, interrompendo a estrutura das fibrilas de colagénio tipo I e aprisionando o colagénio na célula. Os pesquisadores acreditam que essas alterações no colagénio causam os sinais e sintomas do distúrbio. O tipo IV de Ehlers-Danlos é mais atribuído a anormalidades nas fibras reticulares (colagénio tipo III). Sem a hidroxilação da lisina, pela enzima lisil hidroxlase, a estrutura final do colagénio não pode se formar.

- Osteogénese imperfeita, tipo I: a osteogénese imperfeita é o distúrbio mais comum causado por mutações nesse gene. Mutações que desativam uma das duas cópias do gene COL1A1 causam osteogénese imperfeita tipo I. A cópia mutada do gene não produz nenhuma cadeia de colagénio pró-alfa1 (I). Como apenas uma cópia do gene está direcionando a célula para formar cadeias pró-alfa1 (I), as células de pessoas com esse distúrbio produzem apenas metade da quantidade normal de colagénio tipo I, o que resulta em fragilidade óssea e outros sintomas.

- Osteogénese imperfeita, tipo II: muitos tipos diferentes de mutações no gene COL1A1 podem causar osteogénese imperfeita tipo II. Essas mutações variam de partes ausentes do gene COL1A1 a substituições de aminoácidos, nas quais o aminoácido glicina é substituído por outro aminoácido na cadeia proteica. Às vezes, uma extremidade do gene (chamada terminal C) é alterada, o que interfere na associação das cadeias de proteínas. Todas essas alterações impedem a produção normal de colagénio maduro tipo I, o que resulta nessa condição grave, osteogénese imperfeita tipo II.

- Osteogénese imperfeita, tipo III: mutações no gene COL1A1 podem resultar na produção de uma proteína que está faltando segmentos, tornando-a inutilizável para a produção de colagénio. Outras mutações fazem com que o aminoácido glicina seja substituído por um aminoácido diferente na cadeia pró-alfa1 (I), que inibe a interação essencial entre as cadeias de proteínas. A produção de colagénio tipo I é inibida pela incapacidade dos filamentos de procolagénio alterados de associar e formar a estrutura de cordão triplo do colagénio maduro. Essas alterações afetam negativamente tecidos ricos em colgénio tipo I, como pele, ossos, dentes e tendões, levando a sinais e sintomas da osteogénese imperfeita tipo III.

- Osteogénese imperfeita, tipo IV: vários tipos diferentes de mutações no gene COL1A1 causam osteogénese imperfeita tipo IV. Essas mutações podem envolver partes ausentes do gene COL1A1 ou alterações nos pares de bases (os blocos de construção do DNA). Essas alterações genéticas resultam em uma proteína que está faltando segmentos ou tem substituições de aminoácidos; especificamente, o aminoácido glicina é substituído por outro aminoácido. Todas essas alterações interferem na formação da molécula de colagénio de cadeia tripla madura e impedem a produção de colagénio tipo I maduro, o que resulta em osteogénese imperfeita do tipo IV.

- Osteoporose: a osteoporose é uma condição que torna os ossos progressivamente mais frágeis e propensos a fraturas. Uma variação específica (polimorfismo) no gene COL1A1 parece aumentar o risco de desenvolver osteoporose. Demonstra-se que uma variação específica no local de ligação de Sp1 está associada a um risco aumentado de baixa massa óssea e fratura vertebral, devido às alterações da proteína COL1A1 produzida a partir de uma cópia do gene. Vários estudos demonstraram que mulheres com essa variação genética específica no local Sp1 têm maior probabilidade de apresentar sinais de osteoporose do que mulheres sem variação.